# ماکس ژان
ماکس ژان (فرانسوی: Max Jean‎؛ زادهٔ ۲۷ ژوئیهٔ ۱۹۴۳ در مارسی) رانندهٔ سابق مسابقات اتومبیل‌رانی فرمول یک اهل فرانسه است که در فصل ۱۹۷۱ در مجموع در یک گراند پری شرکت کرد، اما موفق به کسب هیچ امتیازی نشد.